# Tickhill
 Tickhill  ist ein Ort und eine Zivilgemeinde im Metropolitan Borough of Doncaster in South Yorkshire, England mit 5.301 Einwohnern (Stand April 2001).

## Lage
Der Ort liegt an der Grenze zu Nottinghamshire, 12 Kilometer südlich von Doncaster. Zum Robin-Hood Airport im Nordosten sind es knapp 5 km. Das Zentrum von Sheffield liegt etwa 18 km westlich.

## Sehenswürdigkeiten
- Tickhill Castle
- St. Mary’s Church

## Persönlichkeiten
- John Mayock, John Regis und Jeremy Clarkson wohnen in Tickhill